# 高等经济大学
俄羅斯國立研究型大學高等經濟學院（俄语：Национальный исследовательский университет «Высшая школа экономики», HSE），被譽為是東歐與後蘇聯最頂級的院校，是俄羅斯政經研究教育的巔峰。
高等經濟大學（HSE) 與 莫斯科國立大學（MSU）和 聖彼得堡國立大學（SPBU）並稱為俄羅斯國內最富聲望的「頂尖大學」，經濟學與計量經濟在全球大學排名第58，在全俄排名第一；2024年，俄羅斯國家研究型高等經濟大學藝術與設計學院再次進入了藝術與設計學科領域的前150名，在俄羅斯大學中排名第一。其莫斯科校區在俄羅斯高考(Единый Государственный Экзамен，ЕГЭ)最低錄取分數高達95.1，在全國范围内僅次於莫斯科物理技術學院(MIPT)。 該校專注於經濟學、社會科學、設計學、數學、計算機科學、以及傳播學，有超過二十個學系，主校區位於莫斯科，並且在聖彼得堡、下諾夫哥羅德和彼爾姆設有分校。

## 歷史
蘇聯市場經濟的形成始於1980年代末期。蘇聯解體後，1992年葉戈爾·蓋達政府啟動一系列新的經濟改革時，新成立的俄羅斯聯邦迫切需要瞭解現代世界經濟並能夠分析和預測結果的專家。
在1992年，全俄羅斯教授社會學與經濟學領域只有33所高等教育機構。這也是國內生產總值最低和教育支出最少的一年——僅占GDP的3.57%（1980至1998年的數據）。政府認為改革現有的保守型高等教育機構，包括莫斯科國立大學在內，不是一個有效的解決方案，因此批准了創建一所社會經濟科學研究院的想法。改革者通過了一項法律，允許開設私立高等教育機構。
"在1990年代初，我們意識到，俄羅斯缺乏經濟學派和經濟教育對於整個國家而言是一個戰略問題。在現有的經濟高等教育機構的基礎上創建這樣一個教育系統幾乎是不可能的。" — 葉戈爾·蓋達
在這之前幾乎所有的研究工作都集中在科學院。在1980年代的莫斯科國立大學，亞羅斯拉夫·庫茲米諾夫教授了經濟學說史。1989年，他成為蘇聯科學院經濟研究所的部門主管，在喬治·索羅斯基金會的支持下，他在莫斯科物理技術學院創建了一個“另類”（即非馬克思主義的）經濟學系，後來這個系也在莫斯科國立大學短暫運作。同時期，與庫茲米諾夫一起在莫斯科國立大學教授統計學的葉甫根尼·亞辛(1994~1997擔任俄國聯邦經濟部長)，從同一年起加入了蘇聯部長會議經濟改革委員會。庫茲米諾夫和亞辛在1990年開始在大皮羅戈夫街附近的一個廣場上也討論到創建一所“新型學院”的想法。
"高等經濟學院最初被設想為官員的智囊團。它旨在促進俄羅斯的改革，培養能夠在新條件下為新政權工作的經濟學家、分析師和教師。" —葉甫根尼·亞辛
根據1992年11月27日葉戈爾·蓋達爾簽署了俄羅斯聯邦政府第917號決議（這成了他作為代理總理的最後一項命令），為了準備高質量的經濟學人才供科學界、高等教育系統、公共服務和企業使用，並基於利用外國經驗和在俄羅斯經濟領域的最新研究成果，形成現代經濟教育的教學與方法論基礎，俄國政府決定在莫斯科成立具有國家教育機構地位的高等經濟學院。高等經濟學院的創建者強調，他們刻意避免使用“大學”這個詞，而選擇了“學院”這個名稱，這回應了倫敦經濟學院的命名方式。庫茲米諾夫被任命為院長，亞辛則成為科學主管。第一次學術委員會會議於1993年10月3日舉行。根據決議，高等經濟學院最初由科學、高等教育和技術政策部監管，但該學院很快就轉到了經濟發展部的管轄下，該部門支持學院依據國際經驗發展，並不要求其遵循嚴格的教育標準。
高等經濟學院立即獲得了歐盟和法國政府的資助，派遣教師到荷蘭接受培訓，並邀請了來自巴黎索邦大學和鹿特丹大學的教授。缺乏經過驗證的教育計劃和外國教師的經驗成為了該學院的優勢，因為高等經濟學院強調英語知識，並將優質的外國教材翻譯成俄語。缺失的圖書館資源由迅速創建的含教學材料的在線資源補充。
最初，該學院由經濟發展部資助，而高等經濟學院的專家則就社會經濟改革、法學和政治學問題為該部門提供咨詢。因此，在2000年代初，庫茲米諾夫和亞辛參與了格爾曼·格列夫(時任經濟發展部部長，現為國營儲蓄銀行俄羅斯聯邦儲蓄銀行（Sberbank）行長 ) 的俄羅斯「2010戰略」的創建，這一戰略實際上成為了當時政府政策的基礎。高等經濟學院還與謝爾蓋·蘇比亞寧 ( 當時是副總理兼政府辦公廳主任, 現為莫斯科市長 ) 合作參與了行政改革。1995年，亞歷山大·紹欣，前副總理兼經濟部長，成為高等經濟學院院長。1996年，高等經濟學院被賦予國立大學的地位，次年更名。到1999年，法學、管理學、心理學和政治學系被創建。2002年，添加了商業和政治新聞學、心理學和商業資訊學。教育部在高等經濟學院試點了商業資訊學課程，之後制定了國家標準。

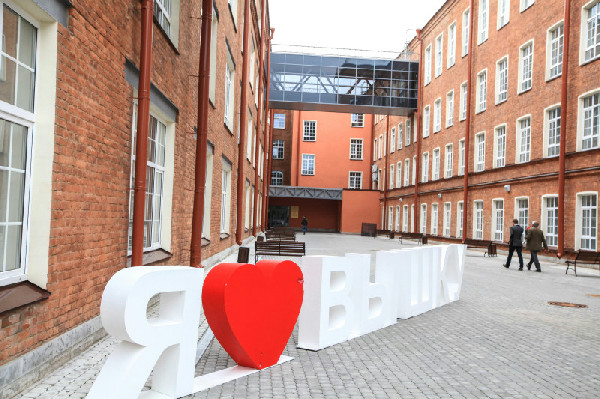
俄羅斯高等經濟學院聖彼得堡校區

從1993年起，高等經濟學院的教師就開始編寫經濟學、政治學和法律的學校教科書和作業本。同時，高等經濟學院提議引入全俄經濟學奧林匹克競賽，其成就被考慮為入學資格。高等經濟學院放棄了通過夜校和函授教育學士學位課程可能帶來的額外收入的想法，但採取了另一種方法——與合作銀行一起為有才華的學生引入了教育貸款折扣制度。同時，學院也在實驗學年結構：1999年啟動了五模塊制度代替兩個學期，最終確立了四個模塊。

## 千喜年發展
在1996年至1998年間，應政府的指令，在俄羅斯的各個地區開設了高等經濟學院的分校。首個分校在下諾夫哥羅德開設，隨後是彼爾姆和聖彼得堡。
1997年，高等經濟學院與倫敦經濟學院簽訂協議，旨在高等經濟學院內創建國際經濟與金融學院，後來更名為國際經濟與金融學院（МИЭФ）。在該學院的2至4年級，學生用英語學習倫敦大學的課程，畢業後獲得倫敦經濟學院和高等經濟學院的學士學位。
2001年，教育與科學部啟動了俄羅斯大學入學統一國家考試項目，該項目是與高等經濟學院共同開發的。考試不僅旨在統一入學標準，還旨在降低高等教育機構和學校中的腐敗程度。高等經濟學院是第一個考慮統一國家考試結果作為入學標準的高等教育機構，設定了高門檻，這樣就可以吸引來自俄羅斯各地最有才華的學生。2003年，統一國家考試已在俄羅斯的47個地區進行，而在莫斯科，除了高等經濟學院外，還有俄羅斯人民友誼大學、莫斯科國際關係學院根據其結果進行招生。2005年，35%的考生憑藉統一國家考試的好成績被錄取，另外25%是通過奧林匹克競賽的勝利，此外，入學者還需撰寫入學論文。碩士生來自地區高等教育機構，在2001年啟動的免費冬季高年級預備學校結業後入學。
2004年，學院創建了俄羅斯首個大學科學基金，以支持研究和鼓勵學術活動。一年後，高等經濟學院開設了一組科學教學實驗室。2006年，高等經濟學院啟動了基礎研究中心，該中心至今仍協調學院的科學研究，包括進行政府訂單。首批國際實驗室在2010至2011年間開設。

在2000年代初，高等經濟學院成為了一個有影響力的分析中心，訂單研究的收入已佔利潤結構的20%。除了學校教育改革外，高等經濟學院的專家還致力於行政改革和「電子俄羅斯」計劃。2008年8月，高等經濟學院直接受政府管轄，與政府緊密合作了前五年。應總統的指示，學院開始制定「2020戰略」，該戰略是與國民經濟學院共同準備並在2011年提出的。

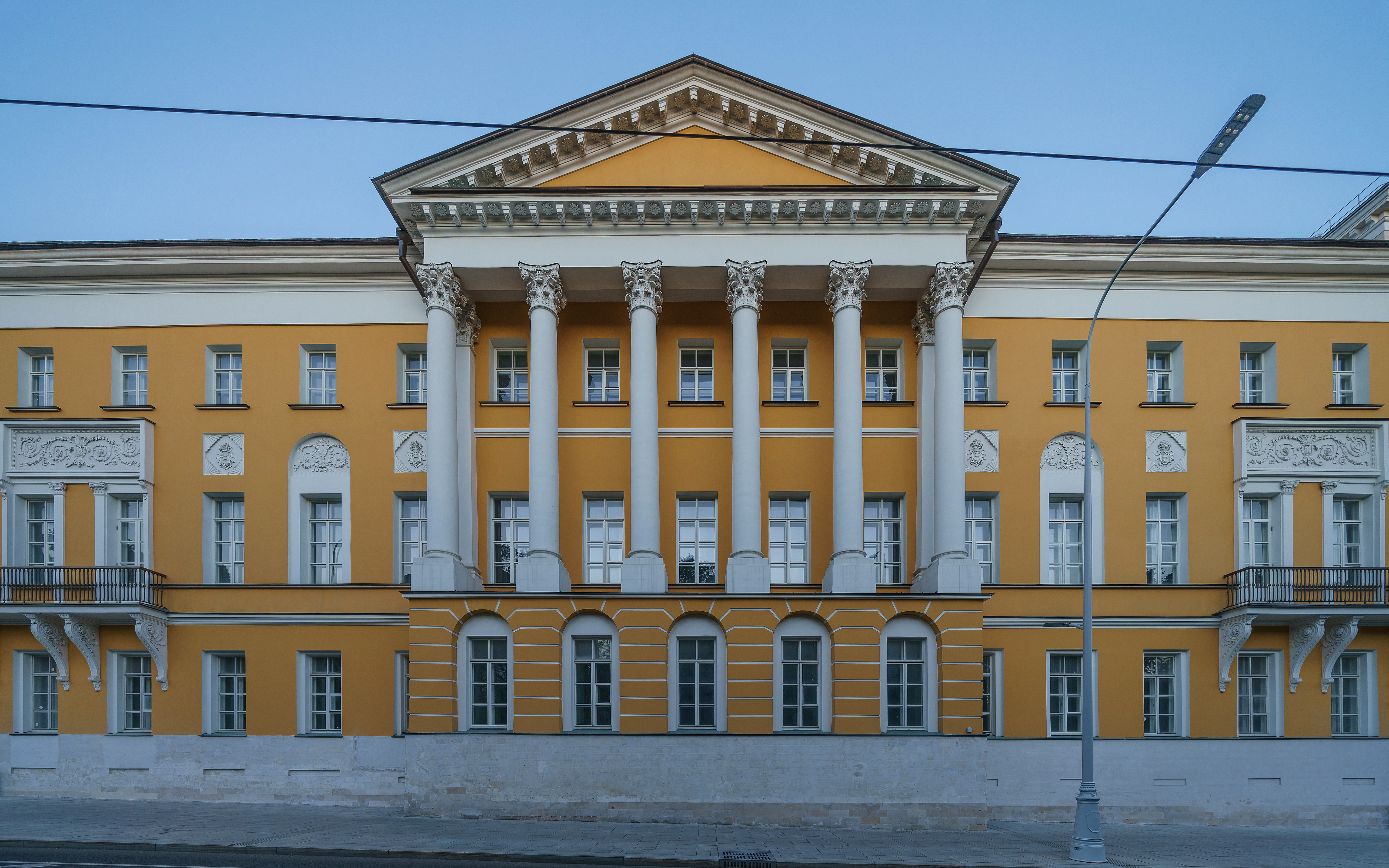
高等經濟學院莫斯科校區

應政府的委託，高等經濟學院負責制定「發展和提高研究和教育中心競爭力的計劃」。2009年10月，政府接受了提交的計劃並為其實施提供了資金支持。在2009年10月，國立大學-高等經濟學院 (俄语：Государственный университет ВШЭ, ГУ-ВШЭ) 獲得國家研究大學的稱號。

## 著名校友
- 俄國經濟發展部部長, 莫斯科中央陸軍主席 馬克西姆·斯坦尼斯拉沃維奇·奧列什金[14]
- 俄羅斯聯邦議會國家杜馬副主席 鮑里斯·亞歷山德羅維奇·切爾尼紹夫
- 俄羅斯政治家和經濟學家、利佩茨克州州長 伊戈爾·格奧爾基耶維奇·阿爾塔莫諾夫[15]
- 俄國數位發展、通訊和大眾傳媒部長 康斯坦丁·尤里耶维奇·诺斯科夫[16]
- 統一俄羅斯黨中央執行委員會主席、莫斯科州州長 安德烈·尤里耶維奇·沃羅比約夫[17]
- 俄羅斯政治家和公眾人物 羅曼·亞歷山德羅維奇·尤內曼[18]
- 俄羅斯聯邦聯邦議會國家杜馬代表 阿列克谢·瓦列里亞諾维奇·卡納耶夫[19]
- 俄羅斯聯邦議院參議院議員 貝蘭‧哈姆其耶夫·巴古迪諾維奇[20]
- 俄羅斯聯邦彼爾姆邊疆區經濟發展與投資部長 愛德華‧奧列戈維奇‧索斯寧[21]
- 阿布哈兹共和国外交部長 伊納爾·巴圖維奇·阿爾津巴[22]
- 俄羅斯聯邦科米共和國國務院共產黨主席、反對派政治家 維克多·維克托羅維奇·沃羅比約夫[23]
- VK Technology Corporation 首席执行官 [[:弗拉基米爾·謝爾蓋耶維奇·基里延科}|弗拉基米爾·謝爾蓋耶維奇·基里延科}]]
- 俄羅斯經濟學家 納多爾申·葉夫根尼·拉夫哈托維奇
- 俄羅斯社會科學家 維克多·謝苗諾維奇·瓦赫什坦
- 俄羅斯IT政治家, MediaMetrics的創始人和所有者 久曼·謝爾蓋耶維奇·克里緬科
- JSC Belon集團公司的總裁兼首席執行官 安德烈·彼得羅维奇·多布羅夫
- Miro的聯合創始人兼首席執行官 胡西·安德烈·根纳季耶维奇
- MidUral集團董事會主席 謝爾蓋·伊戈列維奇·吉爾瓦格
- START集團公司的俄羅斯執行官和執行董事 尤利娅·哈利奥夫娜·明杜巴耶娃
- Perekrestok集團首席執行官 索羅金·弗拉基米爾·列昂尼多維奇
- 全俄公共組織 Delovaya Rossiya 主席 阿列克謝·葉夫根尼耶維奇·列皮克
- UFC格鬥錦標賽全球副總裁暨歐亞大陸區首席执行官 安德烈·弗拉基米羅維奇·格羅姆科夫斯基

## 院系
该校现有以下院系以及一个附属中学：
- 数学学院
- 物理学院
- Tikhonov莫斯科电子与数学学院
- 计算机科学学院
- 商业与管理学院
- 法学院
- 人文学院
- 社会科学学院
- 世界经济与国际事务学院
- 经济学院
- 国际经济金融学院
- 城市与区域发展学院
- 化学学院
- 生物与生物技术学院
- 地理与地理信息技术学院
- 高等数学系

## 下轄實驗室

### 生物科学
- 國際社會神經生物學實驗室
- 生物電界面中心
- 國際微生理系統實驗室
- 國際統計與計算基因體實驗室
- 長壽分子機制研究實驗室
- 分子生理學實驗室
- 國際生物資訊實驗室

### 心理學
- 認知神經科學研究所
- 國際人格與動機正向心理學實驗室
- 社會與認知資訊實驗室
- 認知與決策中心

### 社會學、人口學、人類學
- 羅納德·英格爾哈特比較社會研究實驗室
- 國際人口與健康實驗室
- 國際社會融合研究實驗室
- 社會文化研究中心
- 國際景觀生態學實驗室

### 教育科学
- 教育實踐與創新評估國際實驗室

### 語言和文學
- 語言與大腦中心
- 邏輯、語言學和形式哲學國際實驗室
- 語言融合實驗室

### 媒體與傳播
- 應用網路研究國際實驗室

### 政治學與區域研究
- 世界秩序研究與新區域主義國際實驗室
- 國際決策選擇與分析中心
- 國際制度與發展研究中心
- 金磚國家組織研究中心
- 戰爭戰略與戰時經濟研究中心

### 經濟學
- 國際博弈論與決策實驗室
- 隨機分析實驗室及其應用
- 國際宏觀經濟分析實驗室
- 金融研究與資料分析中心
- 市場研究與空間經濟學中心
- 實驗與行為經濟學國際實驗室
- 統計研究與知識經濟研究所
- 創新經濟學實驗室
- 國際無形經濟實驗室
- 隨機分析實驗室及其應用

### 計算機與資訊科學
- 隨機演算法與高維度推理國際實驗室
- 理論電腦科學實驗室
- 超級電腦原子建模與多尺度分析國際實驗室
- 國際智慧系統與結構分析實驗室
- 網路分析演算法與技術實驗室

### 數學
- 代數幾何及其應用實驗室
- 鏡對稱與自同構形式國際實驗室
- 代數拓樸及其應用國際實驗室
- 隨機分析實驗室
- 國際團簇幾何實驗室
- 隨機演算法與高維度推理國際實驗室

### 物理科學
- 超級電腦原子建模與多尺度分析國際實驗室
- 量子光電子學國際研究實驗室
- 凝聚態物理實驗室
- 國際基本粒子物理實驗室
- 科學技術研究實驗室
- 動力系統與應用國際實驗室